# هنري كاستلر
هنري كاستلر (13 مايو 1863 - 13 نوفمبر 1957)، من هواة جمع الطوابع الفرنسيين الذي أضيف أسمهُ إلى قائمة هواة جمع الطوابع المتميزين في عام 1947. كان كاستلر أول رئيس لأكاديمية هواة جمع الطوابع.
وهو حاصل على وسام جوقة الشرف.